# 大西洋狼綿鳚
大西洋狼綿鳚，為輻鰭魚綱鱸形目绵鳚亞目绵鳚科的其中一種，分布於西北太平洋區的鄂霍次克海海域，屬深海底棲性魚類，棲息深度在水深150至930公尺，體長可達24公分。

## 扩展阅读
維基物種上的相關：大西洋狼綿鳚